# Salva Gómez
Salvador Emilio "Salva" Gómez Agüera, född 11 mars 1968 i Santander, är en spansk vattenpolospelare. Han ingick i Spaniens landslag vid olympiska sommarspelen 1988, 1992, 1996, 2000 och 2004.
Gómez tog OS-silver i den olympiska vattenpoloturneringen i Barcelona och OS-guld i den olympiska vattenpoloturneringen i Atlanta.
Gómez tog VM-guld för Spanien i samband med världsmästerskapen i simsport 1998 i Perth och 2001 i Fukuoka.